# Família de paraules
La família de paraules, també nomenada família lèxica, és un conjunt de paraules que comparteixen la mateixa arrel, com per exemple clar, claredat, clarament, aclariment i aclarir, que constitueixen una família de paraules per presentar la mateixa arrel, -clar-, i a causa d'això s'expliquen els trets comuns en el seu significat. Dit d'una altra manera, una família lèxica està formada per aquelles paraules que deriven d'una altra a la qual s'afegeixen morfemes derivatius, és a dir, prefixos, sufixos i interfixos.
La família de paraules es diferencia en paraules primitives i paraules derivades. La paraula primitiva és la paraula que dona origen a noves paraules, i es forma així la família de paraules amb trets comuns en el seu significat. La paraula primitiva implica amb la major informació semàntica. La paraula derivada és una paraula formada a partir d'una paraula primitiva, per tant estan estretament relacionades. La paraula derivada aporta matisos de significat.